# Scottish Championship
Scottish Championship, hay còn gọi là cinch Championship vì lý do tài trợ, là giải hạng hai của Liên đoàn bóng đá chuyên nghiệp Scotland (SPFL), giải đấu dành cho các câu lạc bộ bóng đá chuyên nghiệp nam ở Scotland. Giải Scottish Championship được thành lập vào tháng 7 năm 2013, sau khi Liên đoàn bóng đá chuyên nghiệp Scotland được thành lập bởi sự sáp nhập của Giải ngoại hạng Scotland (SPL) và Liên đoàn bóng đá Scotland (SFL).